# Henning Hans Brauns
Henning Hans Brauns (* 1618 in Goslar; † vor 8. Mai 1690 ebenda) war Münzmeister in Goslar.

## Leben
Henning Hans Brauns‘ Vater war der Generalmünzwardein des Niedersächsischen Reichskreises Jobst Brauns (* um 1570 in Goslar; † 1646 in Goslar) und seine Mutter Margarete von Uslar, die Tochter des fürstlich braunschweigischen Zehntners zu Goslar, Werner von Uslar (* um 1550; † 1623).
Der in Goslar geborene Henning Hans Brauns führte die Tradition des Münzwesens seiner Familie fort. Erst war Henning Hans Brauns Faktor im Unterharz. Später wurde er, wie sein Vater als Wardein in Hildesheim und Hameln genannt. Im Jahr 1664 wechselte er von der Bischöflichen Münze zu Peine an die Münzstätte in Goslar und bekam das Bürgerrecht. In dieser Zeit lernte er Anna Siemens kennen und heiratete sie im Jahr 1666. Zwischen 1668 und 1671 wurde in Goslar nur Geld für den städtischen Bedarf geprägt. In dieser Zeit wurde Henning Hans Brauns zum Münzmeister in Goslar ernannt. Nach dem verheerenden Stadtbrand von Zellerfeld am 18. Oktober 1672 musste die Münzstätte neu aufgebaut werden und wurde bis 1674 nach Goslar verlegt. Ab 1674 wurde die Prägung für 400 Taler an seinen Neffen Christoph Henning Schlüter verpachtet, welcher aber auch mit einer reduzierten Pacht von 350 Talern nicht auf seine Kosten kam und das Amt schließlich 1676 niederlegte. Henning Hans Brauns arbeitete weiter im Münzwesen und beschaffte seinem Schwager Stephan Siemens 1678 den Posten eines Münzerohms in Goslar.

## Familie
Im Jahr 1666 verheiratete sich Henning Hans Brauns mit Anna Siemens (* 7. Februar 1644 in Goslar; † 25. Juli 1744 in Goslar), die Tochter von Peter Siemens (* 30. Juli 1586 in Goslar; † 4. Mai 1650 in Goslar), der als Schneider und Ratsherr in Goslar tätig war. Dieser ist der Sohn von Ananias Siemens (1538–1591), der Bürger, Brauer, Ölmüller und Mitglied der Schuhmachergilde in Goslar war und direkter Vorfahre von Werner von Siemens ist. Die Söhne von Henning Hans Brauns und Anna Siemens wurden in Goslar geboren. Einer von ihnen war Johann Albrecht Brauns, der später das Amt des Wardein, Bergprobierers und Münzmeisters zu Zellerfeld innehatte.